# Даньчиполь (Люблінське воєводство)
Даньчиполь (пол. Dańczypol) — село в Польщі, у гміні Грабовець Замойського повіту Люблінського воєводства.
Населення — 69 осіб (2011).
У 1975-1998 роках село належало до Замойського воєводства.

## Демографія
Демографічна структура станом на 31 березня 2011 року:
|          | Загалом | Допрацездатний вік | Працездатний вік | Постпрацездатний вік |
| -------- | ------- | ------------------ | ---------------- | -------------------- |
| Чоловіки | 37      | 5                  | 27               | 5                    |
| Жінки    | 32      | 4                  | 22               | 6                    |
| Разом    | 69      | 9                  | 49               | 11                   |